# Grapholita internana
Grapholita internana es una especie de polilla del género Grapholita, tribu Grapholitini, familia Tortricidae. Fue descrita científicamente por Guenee en 1845.
La envergadura es de unos 9–10 milímetros. Se distribuye por Europa: Francia.